# Celastrina amadis
Celastrina amadis är en fjärilsart som beskrevs av Hans Fruhstorfer 1910. Celastrina amadis ingår i släktet Celastrina och familjen juvelvingar. Inga underarter finns listade i Catalogue of Life.